# Conulatae
Ordre
Les Conulatae sont un ordre éteint de la classe des Staurozoa.

## Liste des sous-ordres
Selon World Register of Marine Species (7 juin 2020) :
- sous-ordre Conulariidae Miller & Gurley, 1896 †